# كومبانك أرينا

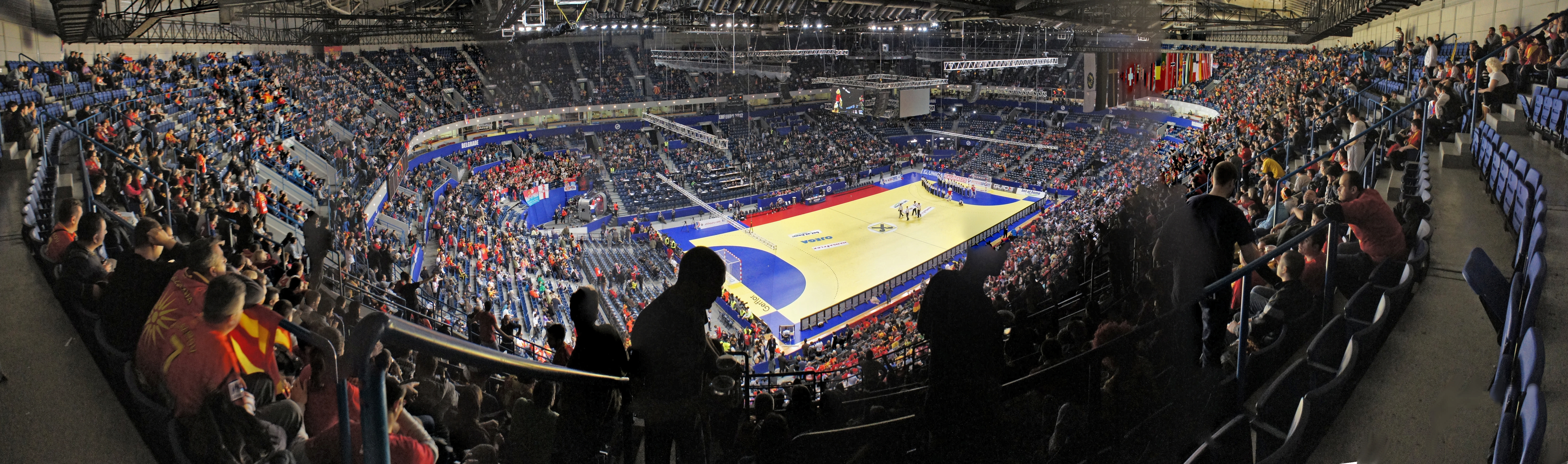
بلغراد أرينا خلال البطولة الأوروبية لكرة اليد للرجال 2012

بلغراد أرينا (بالصربية: Београдска арена)، تجاريا كومبانك أرينا هي صالة داخلية تقع في نوفي بلغراد، بلغراد، صربيا. وهي أكبر صالة في أوروبا. وقد صممت لتكون قاعة عالمية للأحداث الرياضة والثقافية وغيرها من البرامج. مع المساحة الإجمالية التي تغطي 48000 متر مربع، وبسعته الرسمية البالغة 20,000 مقعد (لكرة اليد، كرة الطائرة، كرة السلة والأحداث الأخرى)، تعتبر الصالة من بين الأكبر في العالم. السعة القسوة يمكن أن تزيد ل25,223. بلغت تكلفة انشائها 70 مليون يورو.

## معرض صور

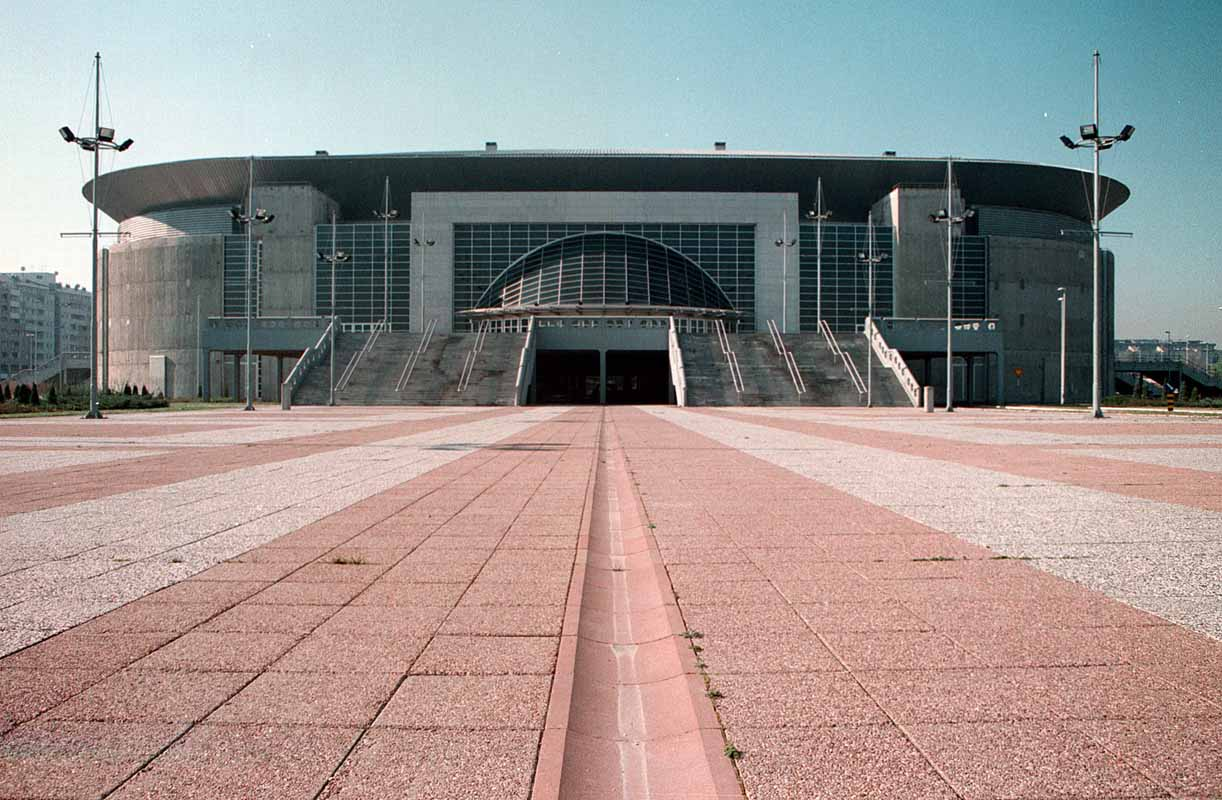
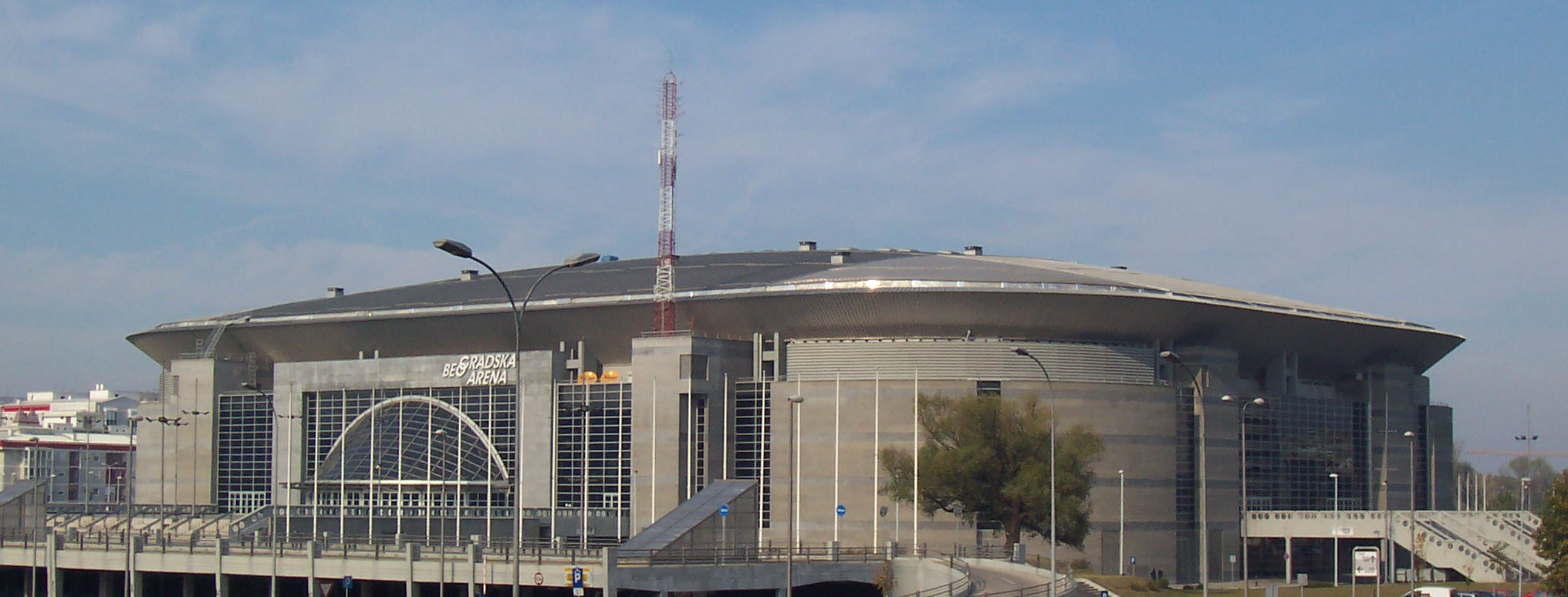
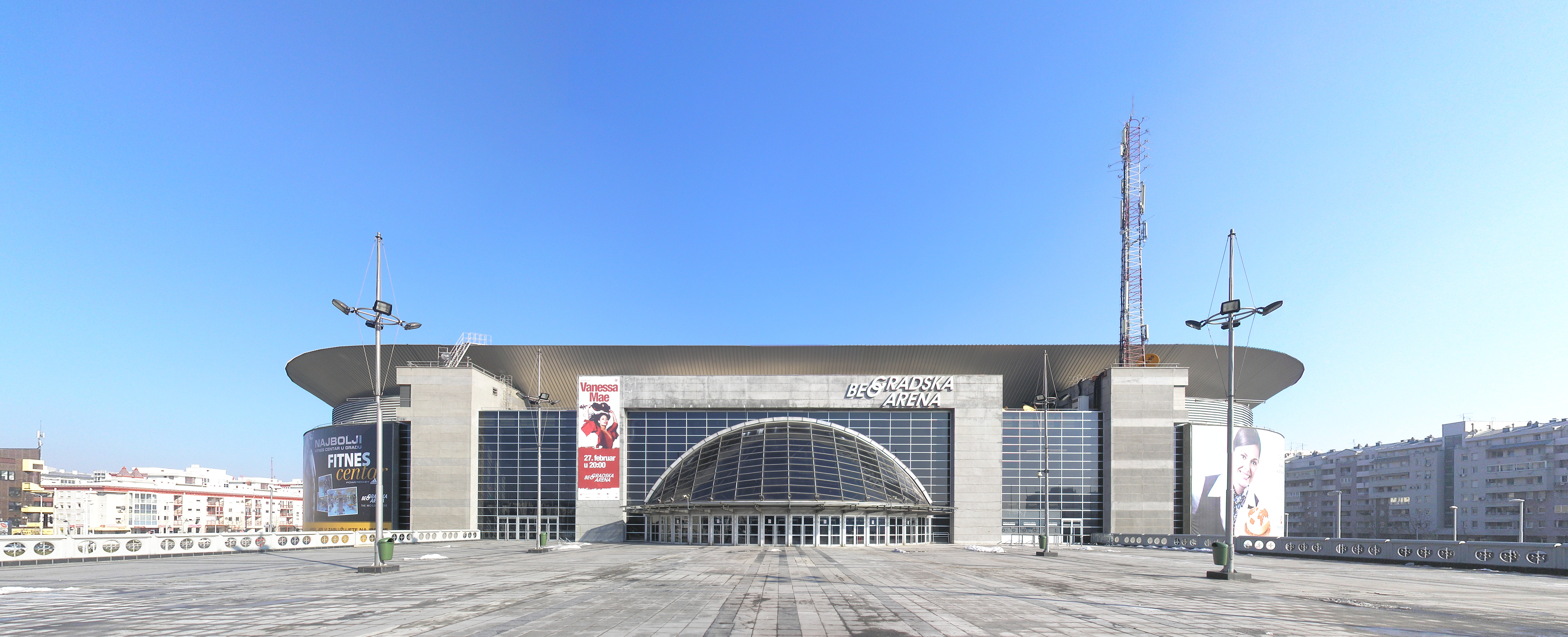
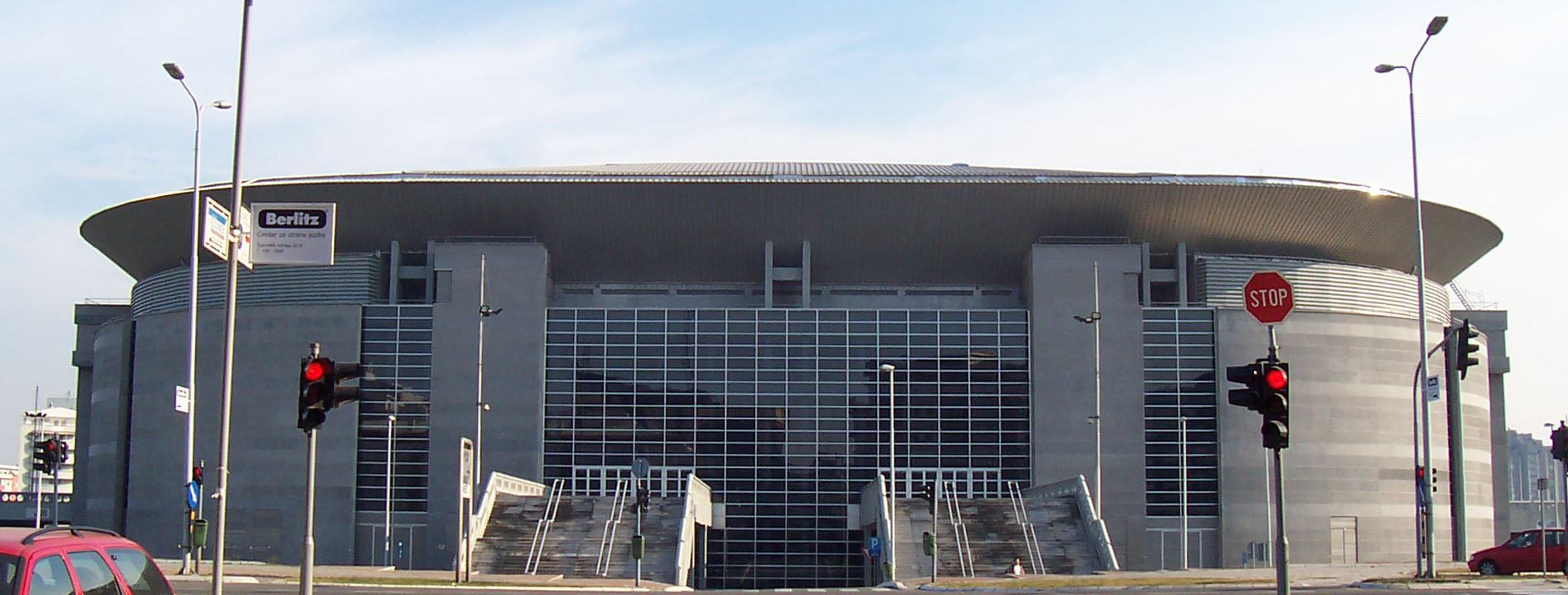
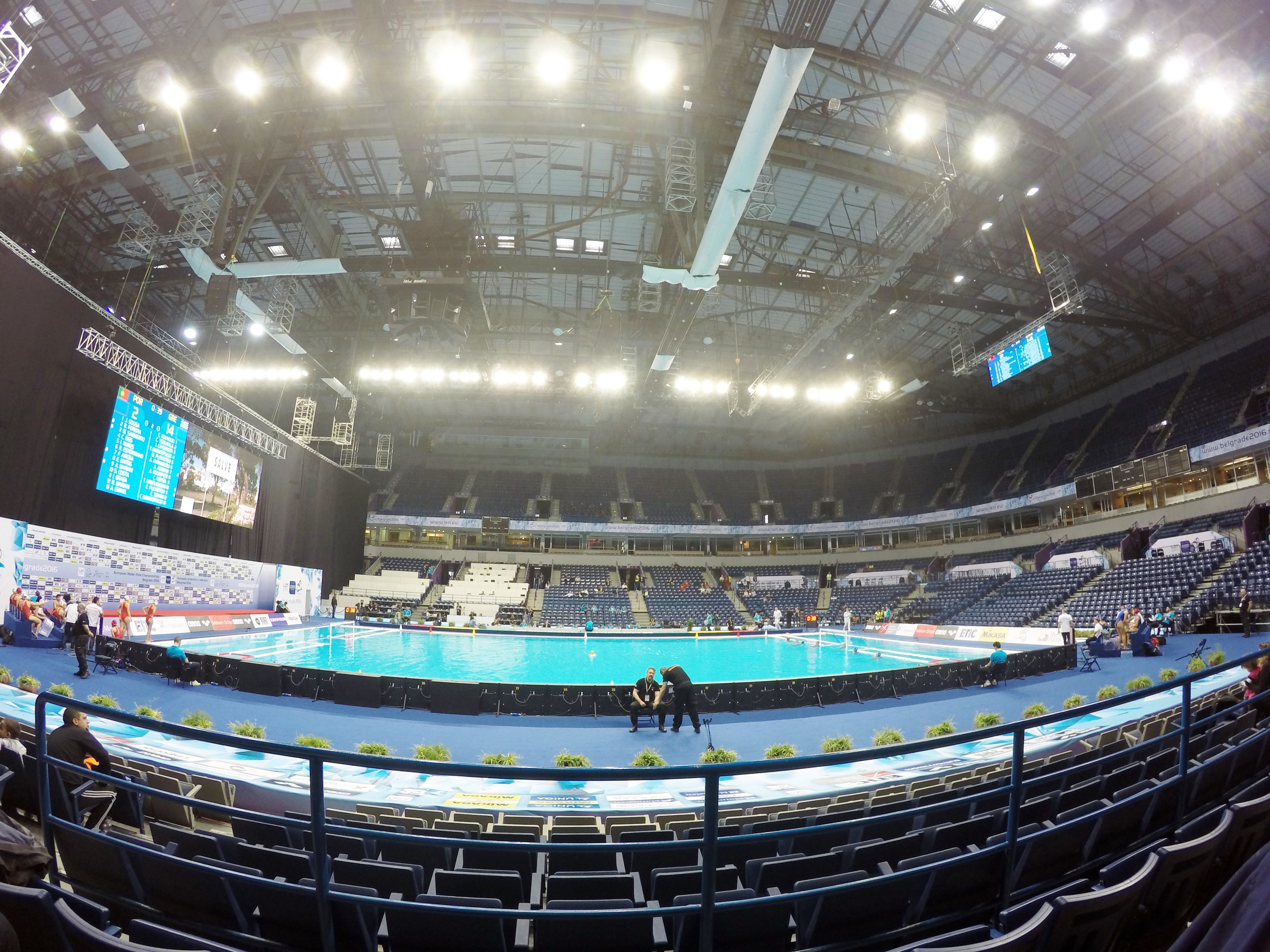

## وصلات خارجية
- الموقع الرسمي (بالإنجليزية) (بالصربية)